# Juliusz Cezar (film 2002)
Juliusz Cezar – dwuczęściowy film historyczny z 2002 roku w reżyserii Uli Edela, opowiadający o życiu Juliusza Cezara. Obraz był nominowany do nagród Emmy w kategoriach najlepsza charakteryzacja i najlepszy montaż dźwięku.
Zdjęcia do filmu realizowano na Malcie i w Bułgarii. Na potrzeby produkcji zbudowana została kosztem 3,5 mln USD replika Forum Romanum.

## Obsada
Źródło: Filmweb
- Jeremy Sisto – Juliusz Cezar
- Chris Noth – Pompejusz
- Richard Harris – Sulla
- Christopher Walken – Katon Młodszy
- Valeria Golino – Kalpurnia
- Heino Ferch(inne języki) – Wercyngetoryks
- Pamela Bowen(inne języki) – Aurelia
- Nicole Grimaudo – Julia
- Christopher Ettridge(inne języki) – Apoloniusz
- Ian Duncan(inne języki) – Marek Brutus
- Jay Rodan(inne języki) – Marek Antoniusz
- Daniela Piazza(inne języki) – Kornelia
- Samuela Sardo(inne języki) – Kleopatra VII
- Tobias Moretti – Gajusz Kasjusz